# Aage Niels Bohr
Aage Niels Bohr (Kopenhagen, 19. lipnja 1922. – Kopenhagen, 9. rujna 2009.), danski fizičar. Sin Nielsa Bohra. Diplomirao (1946.) na Sveučilištu u Kopenhagenu. Profesor na Sveučilištu u Kopenhagenu (od 1958. do 1981.) i ravnatelj Instituta za teorijsku fiziku (od 1963. do 1970.). Započeo istraživati model strukture ljusaka u atomskoj jezgri s M. Goeppert-Mayer i H. D. Jensenom. U suradnji s Benom Royem Mottelsonom razvio je nuklearni model kvadrupolnih kolektivnih gibanja, model vezanja čestica i titranja te rotacijski model deformiranih jezgara. Za otkriće povezanosti između kolektivnoga i čestičnoga gibanja u atomskim jezgrama i za razvoj teorije nuklearne strukture koja počiva na toj povezanosti dobio Nobelovu nagradu za fiziku (1975.) s B. R. Mottelsonom i J. Rainwaterom. U jednom od ključnih radova surađivao s hrvatskim fizičarom G. Alagom te tijekom tri desetljeća pomagao razvoj hrvatske teorijske fizike. Bio je dopisni član Hrvatske akademije znanosti i umjetnosti ili HAZU (ondašnji JAZU) od 1977. A. N. Bohr je odrastao je među fizičarima kao što su W. Pauli i W. Heisenberg, pa je i sam postao istaknut atomski fizičar. Bohr je 1948. u Kopenhagenu radio s B. R. Mottelsonom i J. Rainwaterom na monografiji s pregledom tadašnjih spoznaja o atomskoj strukturi. Prvi svezak, Kretanje pojedinačnih čestica, izdan je 1969., a drugi svezak, Atomske deformacije, 1975.

## Model ljusaka
Model ljusaka opisuje jezgru atoma kao da je izgrađena od međusobno neovisnih ljusaka protona i neutrona djelomično analognih ljuskama koje opisuju raspored elektrona u atomu. Razvila ga je M. Goeppert-Mayer (1949.). Stabilnost jezgre ovisi o broju nukleona, a najstabilnije su jezgre punih ljusaka koje imaju magični broj protona i neutrona. One su i sferno simetrične. Nuklearna deformacija u modelu ljusaka je odstupanje jezgre od sferične ili osne simetrije; povezana je s kolektivnim gibanjima nukleona. Ona dovodi do pobuđenja valentnih nukleona, ali i do dinamičkih deformacija (vibracija) te statičkih deformacija (rotacija). Za razvoj modela deformiranih jezgri zaslužni su G. Alaga te A. N. Bohr, B. R. Mottelson i J. Rainwater.